# La Nouvelle Moscou
Pour plus de détails, voir Fiche technique et Distribution.
La Nouvelle Moscou (Новая Москва, Novaïa Moskva) est un film soviétique réalisé par Alexandre Medvedkine, sorti en 1938,.

## Synopsis
Un mécanicien, Aliocha, et sa grand mère d'un chantier de défrichement et de construction d'une petite ville industrielle moderne sont envoyés à Moscou pour montrer leur prototype de maquette animée retraçant le remplacement d'une construction traditionnelle et d'une église par des bâtiments modernes. Le but est de poursuivre cette maquette animée à l'échelle de la vieille ville de Moscou devenant la capitale moderne de l'URSS.
Rencontrée en chemin, Zoya tombe rapidement amoureuse d'Aliocha, de sa force positive, de son enthousiasme et de sa gaieté - car c'est lui qui ravit les passagers du train vers Moscou de ses chansons à la gloire de Moscou. Zoya a déjà un soupirant et Aliocha a des scrupules à le tromper, d'autant plus que ce soupirant - un peintre falot qui n'arrive plus à figer en peinture une ville en perpétuelle reconstruction (perestroika) - s'intègre à l'équipe d'Aliocha de maquette géante animée. Finalement, l'amour est plus fort, et Zoya devient l'assistante technique d'Aliocha tandis que le peintre se console avec une laborantine enjouée.

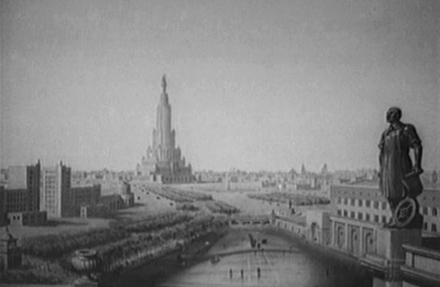
Vue d'artiste incluse dans le film Novaya Moskva (1938): le Prospekt Lénine et le Palais des Soviets.

Un grand spectacle est organisé, et les bâtiments du XVI-XIX sont représentés en train d'être dynamités et de laisser place aux bâtiments actuels. Une erreur technique présente d'ailleurs le spectacle à l'envers, ce qui provoque l'amusement des spectateurs, voyant les monuments soviétiques staliniens remplacés par des monastères. L'erreur est ensuite réparée, et la Moscou future se dégage, avec de grandes perspectives monumentales et colossales, des projets qui ne seront souvent jamais réalisés par la suite: gare fluviale de Moscou, quartier du Sud-Ouest, Prospekt Lénine, et, en apothéose, le Palais des soviets. 
Aliocha décide ensuite de rejoindre sa petite patrie qu'est son chantier, quand Zoya essaie de le retenir à Moscou. Finalement cette dernière accepte de le rejoindre, mais le marais qu'il avait quitté est entre-temps devenu une petite ville proprette ayant toutes les marques de la modernité.

## Genre et registres
Le titre et le début du film en font un film de propagande sur les changements urbains que subit Moscou. Cependant, les histoires d'amour occupent tout le corps du film et en font une comédie sentimentale déjantée, et ce n'est qu'à la fin du film que le sujet, plus idéologique et sérieux, des transformations urbanistiques de Moscou est repris. En outre, le premier contact des héros à Moscou se fait par une très longue scène de bal masqué de carnaval, et déconnecte les deux thèmes, sentimental et architectural. L'inversion du déroulement de la maquette durant la présentation du projet, qui retourne vers le passé, est traité sur le thème de la farce mais il devient alors difficile au spectateur de s'extasier devant la propagande architecturale qui suit.
Le film est interdit par Staline.

## Fiche technique
- Titre français : La Nouvelle Moscou[3]
- Titre original : Новая Москва, Novaïa Moskva
- Photographie : Igor Geleïn
- Musique : Vladimir Iuoruvski
- Décors : G. Pavlovitch, Abram Gontcharskiï, Andreï Nikulin
- Montage : Tatiana Likhatcheva